# Kína a 2024. évi nyári olimpiai játékokon
Kína a franciaországi Párizsban megrendezett 2024. évi nyári olimpiai játékok egyik részt vevő nemzete volt. Az országot az olimpián 33 sportágban 388 sportoló képviselte.

## Érmesek
| Érem  | Versenyző | Sportág           | Versenyszám                                           |
| ----- | --- | ----------------- | ----------------------------------------------------- |
| Arany | Huang Jü-ting (Huang Yuting) Seng Li-hao (Sheng Lihao)                                                                                     | Sportlövészet     | Légpuska 10 m vegyes csapat                           |
| Arany | Csen Ji-ven (Chen Yiwen) Csang Ja-ni (Chang Yani)                                                                                          | Műugrás           | 3 m női szinkronugrás                                 |
| Arany | Hszie Jü (Xie Yu) | Sportlövészet     | Férfi légpisztoly (10 m)                              |
| Arany | Lian Csün-csie (Lien Junjie) Jang Hao (Yang Hao)                                                                                           | Műugrás           | 10 m férfi szinkronugrás                              |
| Arany | Seng Li-hao (Sheng Lihao) | Sportlövészet     | Férfi légpuska (10 m)                                 |
| Arany | Vang Csu-csin (Wang Chuqin) Szun Jing-sa (Sun Yingsha)                                                                                     | Asztalitenisz     | Vegyes páros                                          |
| Arany | Csen Jü-hszi (Chen Yuxi) Csüan Hung-csan (Quan Hongchan)                                                                                   | Műugrás           | 10 m női szinkronugrás                                |
| Arany | Teng Ja-ven (Deng Yawen) | Kerékpározás      | Női BMX szabadgyakorlat                               |
| Arany | Pan Csan-lö (Pan Zhanle) | Úszás             | Férfi 100 m gyors                                     |
| Arany | Liu Jü-kun (Liu Yukun) | Sportlövészet     | Férfi sportpuska, összetett (50 m)                    |
| Arany | Jang Csia-jü (Yang Jiayu) | Atlétika          | Női 20 km gyaloglás                                   |
| Arany | Vang Cung-jüan (Wang Zongyuan) Lung Tao-ji (Long Daoyi)                                                                                    | Műugrás           | Férfi 3 m szinkronugrás                               |
| Arany | Cseng Sze-vej (Zheng Siwei) Huang Ja-csiung (Huang Yaqiong)                                                                                | Tollaslabda       | Vegyes páros                                          |
| Arany | Csen Meng (Chen Meng) | Asztalitenisz     | Női egyes                                             |
| Arany | Csen Csing-csen (Chen Qingchen) Csia Ji-fan (Jia Yifan)                                                                                    | Tollaslabda       | Női páros                                             |
| Arany | Cseng Csin-ven (Zheng Qinwen) | Tenisz            | Női egyes tenisz a 2024. évi nyári olimpiai játékokon |
| Arany | Fan Csen-tung (Fan Zhendong) | Asztalitenisz     | Férfi egyes                                           |
| Arany | Liu Jang (Liu Yang) | Torna             | Férfi gyűrű                                           |
| Arany | Xu Jiayu Qin Haiyang Sun Jiajun Pan Zhanle Wang ChanghaoSablon:Ref label                                                                   | Swimming          | Men's 4 × 100 m medley relay                          |
| Arany | Li Yuehong | Shooting          | Men's 25 m rapid fire pistol                          |
| Arany | Cou Csing-jüan (Zou Jingyuan) | Torna             | Férfi korlát                                          |
| Arany | Quan Hongchan | Műugrás           | Női 10 m toronyugrás                                  |
| Arany | Li Fabin | Weightlifting     | Men's 61 kg                                           |
| Arany | Chang Hao Feng Yu Wang Ciyue Wang Liuyi Wang Qianyi Xiang Binxuan Xiao Yanning Zhang Yayi                                                  | Artistic swimming | Team event                                            |
| Arany | Hou Zhihui | Weightlifting     | Women's 49 kg                                         |
| Arany | Liu Hao Ji Bowen | Canoeing          | Men's C-2 500 m                                       |
| Arany | Hszie Sze-ji (Xie Siyi) | Műugrás           | Férfi 3 m műugrás                                     |
| Arany | Luo Shifang | Weightlifting     | Women's 59 kg                                         |
| Arany | Chang Yuan | Boxing            | Women's 54 kg                                         |
| Arany | Xu Shixiao Sun Mengya | Canoeing          | Women's C-2 500 m                                     |
| Arany | Csen Ji-ven (Chen Yiwen) | Műugrás           | Női 3 m műugrás                                       |
| Arany | Fan Csen-tung (Fan Zhendong) Ma Lung (Ma Long) Vang Csu-csin (Wang Chuqin)                                                                 | Asztalitenisz     | Férfi csapat                                          |
| Arany | Wu Yu | Boxing            | Women's 50 kg                                         |
| Arany | Liu Huanhua | Weightlifting     | Men's 102 kg                                          |
| Arany | Kuo csi-csi (Guo Qiqi) Hao Ting Huang Csang-csia-jang (Huang Zhangjiayang) Vang Lan-csing (Wang Lanjing) Ting Hszin-ji (Ding Xinyi)        | Torna             | Ritmikus gimnasztika csapat                           |
| Arany | Cao Yuan | Műugrás           | Férfi 10 m toronyugrás                                |
| Arany | Chen Meng Sun Yingsha Wang Manyu | Asztalitenisz     | Women's team                                          |
| Arany | Wang Liuyi Wang Qianyi | Artistic swimming | Duet                                                  |
| Arany | Li Qian | Boxing            | Women's 75 kg                                         |
| Arany | Li Wenwen | Weightlifting     | Women's +81 kg                                        |
| Ezüst | An Csi-hszüan (An Qixuan) Li Csia-man (Li Jiaman) Jang Hsziao-lej (Yang Xiaolei)                                                           | Íjászat           | Női csapat                                            |
| Ezüst | Huang Jü-ting (Huang Yuting) | Sportlövészet     | Női légpuska (10 m)                                   |
| Ezüst | Liu Jang (Liu Yang) Szu Vej-tö (Su Weide) Hsziao Zso-teng (Xiao Ruoteng) Csang Po-heng (Zhang Boheng) Cou Csing-jüan (Zou Jingyuan)        | Torna             | Férfi csapat összetett                                |
| Ezüst | Hszü Csia-jü (Xu Jiayu) | Úszás             | Férfi 100 m hát                                       |
| Ezüst | Tang Csien-ting (Tang Qianting) | Úszás             | Női 100 m mell                                        |
| Ezüst | Csi Jing (Qi Ying) | Sportlövészet     | Férfi trap                                            |
| Ezüst | Csang Po-heng (Zhang Boheng) | Torna             | Férfi egyéni összetett                                |
| Bronz | Jang Csün-hszüan (Yang Junxuan) Cseng Jü-csie (Cheng Yujie) Csang Jü-fej (Zhang Yufei) Vu Csing-feng (Wu Qingfeng) Jü Ji-ting (Yu Yiting)* | Úszás             | Női 4 × 100 m gyors                                   |
| Bronz | Csang Jü-fej (Zhang Yufei) | Úszás             | Női 100 m pillangó                                    |
| Bronz | Hsziao Zso-teng (Xiao Ruoteng) | Torna             | Férfi egyéni összetett                                |
| Bronz | Ma Csen-csao (Ma Zhenzhao) | Cselgáncs         | Női 78 kg                                             |
| Bronz | Csang Jü-fej (Zhang Yufei) | Úszás             | Női 200 m pillangó                                    |
| Bronz | Jang Csün-hszüan (Yang Junxuan) Li Ping-csie (Li Bingjie) Ko Csu-tung (Ge Chutong) Liu Ja-hszin (Liu Yaxin) Tang Mu-han (Tang Muhan)*      | Úszás             | Női 4 × 200 m gyors                                   |
| Bronz | Csang Csiung-jüe (Zhang Qiongyue) | Sportlövészet     | Női sportpuska, összetett (50 m)                      |

## Atlétika
Férfi
| Versenyző | Versenyszám          | Selejtező | Selejtező | Előfutam | Előfutam | Elődöntő | Elődöntő | Döntő   | Döntő    |
| Versenyző | Versenyszám          | Idő       | Hely.     | Idő      | Hely.    | Idő      | Hely.    | Idő     | Helyezés |
| --- | -------------------- | --------- | --------- | -------- | -------- | -------- | -------- | ------- | -------- |
| Hszie Csen-je (Xie Zhenye) | 100 m                | 10.16     | 4         | N/A      | kiesett  | kiesett  | kiesett  | kiesett |          |
| Hszie Csen-je (Xie Zhenye) | 200 m                |           |           |          |          |          |          |         |          |
| Hszü Csuo-ji (Xu Zhuoyi) | 110 m gátfutás       | 13.40     | 1 Q       | erőnyerő | erőnyerő |          |          |         |          |
| Liu Csün-hszi (Liu Junxi) | 110 m gátfutás       | 13.54     | 6 Q       |          |          |          |          |         |          |
| Csin Vej-po (Qin Weibo) | 110 m gátfutás       | 13.64     | 6 Q       |          |          |          |          |         |          |
| Hszie Cse-jü (Xie Zhiyu) | 400 m gátfutás       |           |           |          |          |          |          |         |          |
| Ho csie (He Jie) | Maraton              | N/A       | N/A       | N/A      | N/A      | N/A      | N/A      |         |          |
| Jang Sao-huj (Yang Shaohui) | Maraton              | N/A       | N/A       | N/A      | N/A      | N/A      | N/A      |         |          |
| Vu Hsziang-tung (Wu Xiangdong) | Maraton              | N/A       | N/A       | N/A      | N/A      | N/A      | N/A      |         |          |
| Csang Csün (Zhang Jun) | 20 km gyaloglás      | N/A       | N/A       | N/A      | N/A      | N/A      | N/A      | 1:19:56 | 10       |
| Li Jen-tung (Li Yandong) | 20 km gyaloglás      | N/A       | N/A       | N/A      | N/A      | N/A      | N/A      | 1:22:46 | 31       |
| Vang Csao-csao (Wang Zhaozhao) | 20 km gyaloglás      | N/A       | N/A       | N/A      | N/A      | N/A      | N/A      | 1:23:40 | 36       |
| Hszie Csen-je (Xie Zhenye) Jen Haj-pin (Yan Haibin) Csen Csia-peng (Chen Jiapeng) Vu Cse-csiang (Wu Zhiqiang) Teng Cse-csien (Deng Zhijian) | 4 × 100 m váltófutás |           |           | N/A      | N/A      | N/A      | N/A      |         |          |

Női
| Versenyző                          | Versenyszám         | Selejtező | Selejtező | Előfutam | Előfutam | Elődöntő | Elődöntő | Döntő   | Döntő    |
| Versenyző                          | Versenyszám         | Idő       | Hely.     | Idő      | Hely.    | Idő      | Hely.    | Idő     | Helyezés |
| ---------------------------------- | ------------------- | --------- | --------- | -------- | -------- | -------- | -------- | ------- | -------- |
| Ko Man-csi (Ge Manqi)              | 100 m síkfutás      | 11.45     | 6         | N/A      | kiesett  | kiesett  | kiesett  | kiesett |          |
| Li Jü-ting (Li Yuting)             | 200 m síkfutás      | 23.31     | 7 Q       | 23.24    | 3        | kiesett  | kiesett  | kiesett | kiesett  |
| Vu Jen-ni (Wu Yanni)               | 100 m gátfutás      | 12.97     | 6 Q       | 12.98    | 4        | kiesett  | kiesett  | kiesett | kiesett  |
| Lin Jü-vej (Lin Yuwei)             | 100 m gátfutás      | 13.24     | 7 Q       | 13.13    | 6        | kiesett  | kiesett  | kiesett | kiesett  |
| Mo Csia-tie (Mo Jiadie)            | 400 m gátfutás      | 55.43     | 6 Q       | 54.75    | 1 Q      | 55.63    | 9        | kiesett | kiesett  |
| Hszü Suang-suang (Xu Shuangshuang) | 3000 m akadályfutás | 9:43.50   | 12        | N/A      | N/A      | N/A      | N/A      | kiesett | kiesett  |
| Paj Li (Bai Li)                    | Maraton             | N/A       | N/A       | N/A      | N/A      | N/A      | N/A      | 2:44:44 | 76       |
| Hszia Jü-jü (Xia Yuyu)             | Maraton             | N/A       | N/A       | N/A      | N/A      | N/A      | N/A      | 2:42:10 | 72       |
| Csang Tö-sun (Zhang Deshun)        | Maraton             | N/A       | N/A       | N/A      | N/A      | N/A      | N/A      | 2:36:47 | 59       |
| Liu Hung (Liu Hong)                | 20 km gyaloglás     | N/A       | N/A       | N/A      | N/A      | N/A      | N/A      | 1:31:24 | 21       |
| Ma Csen-hszia (Ma Zhenxia)         | 20 km gyaloglás     | N/A       | N/A       | N/A      | N/A      | N/A      | N/A      | 1:29:15 | 11       |
| Jang Csia-jü (Yang Jiayu)          | 20 km gyaloglás     | N/A       | N/A       | N/A      | N/A      | N/A      | N/A      | 1:25:54 | Arany    |

Vegyes
| Versenyző                                                         | Versenyszám              | Döntő   | Döntő    |
| Versenyző                                                         | Versenyszám              | Idő     | Helyezés |
| ----------------------------------------------------------------- | ------------------------ | ------- | -------- |
| Csang Csün (Zhang Jun) Jang Csia-jü (Yang Jiayu)                  | Maratoni gyaloglás váltó | 3:00:43 | 15       |
| Ho Hsziang-hung (He Xianghong) Csie-jang Si-csie (Qieyang Shijie) | Maratoni gyaloglás váltó | 2:59:13 | 14       |

Férfi
| Versenyző     | Versenyszám  | Selejtező | Selejtező | Döntő    | Döntő    |
| Versenyző     | Versenyszám  | Eredmény  | Helyezés  | Eredmény | Helyezés |
| ------------- | ------------ | --------- | --------- | -------- | -------- |
| Wang Zhen     | High jump    | 2.20      | =19       | kiesett  | kiesett  |
| Huang Bokai   | Pole vault   | 5.75      | 9 q       | 5.80     | 7        |
| Zhong Tao     | Pole vault   | 5.40      | 26=       | kiesett  | kiesett  |
| Yao Jie       | Pole vault   | 5.60      | 20=       | kiesett  | kiesett  |
| Wang Jianan   | Long jump    | 8.12      | 3 q       | 8.03     | 8        |
| Zhang Mingkun | Long jump    | 7.92      | 9 q       | 8.07     | 7        |
| Shi Yuhao     | Long jump    | 7.68      | 24        | kiesett  | kiesett  |
| Fang Yaoqing  | Triple jump  | 15.85     | 31        | kiesett  | kiesett  |
| Zhu Yaming    | Triple jump  | 16.91     | 8 q       | 16.76    | 10       |
| Su Wen        | Triple jump  | 16.70     | 16        | kiesett  | kiesett  |
| Wang Qi       | Hammer throw | 72.52     | 19        | kiesett  | kiesett  |

## Íjászat
Férfi
| Versenyző                                                                   | Versenyszám | Selejtező | Selejtező | 64-es főtábla     | 32-es főtábla     | Nyolcaddöntő      | Negyeddöntő          | Elődöntő                | Döntő                     | Helyezés |
| Versenyző                                                                   | Versenyszám | Pont      | Kiemelés  | Ellenfél Eredmény | Ellenfél Eredmény | Ellenfél Eredmény | Ellenfél Eredmény    | Ellenfél Eredmény       | Ellenfél Eredmény         | Helyezés |
| --------------------------------------------------------------------------- | ----------- | --------- | --------- | ----------------- | ----------------- | ----------------- | -------------------- | ----------------------- | ------------------------- | -------- |
| Kao Ven-csao (Kao Wenchao)                                                  | Egyéni      | 665       | 26        | Jadhav (IND) · –  |                   |                   |                      |                         |                           |          |
| Li Csung-jüan (Li Zhongyuan)                                                | Egyéni      | 658       | 38        | Wise (GBR) · –    |                   |                   |                      |                         |                           |          |
| Vang Jen (Wang Yan)                                                         | Egyéni      | 675       | 12        | Ticas (ESA) · –   |                   |                   |                      |                         |                           |          |
| Kao Ven-csao (Kao Wenchao) Li Csung-jüan (Li Zhongyuan) Vang Jen (Wang Yan) | Csapat      | 1998      | 4         | N/A               | N/A               | erőnyerő          | Tajvan (TPE) · W 5–1 | Dél-Korea (KOR) · L 1–5 | Törökország (TUR) · L 2–6 | 4        |

Női
| Versenyző                                                                        | Versenyszám | Selejtező | Selejtező | 64-es főtábla            | 32-es főtábla          | Nyolcaddöntő      | Negyeddöntő             | Elődöntő             | Döntő                   | Helyezés |
| Versenyző                                                                        | Versenyszám | Pont      | Kiemelés  | Ellenfél Eredmény        | Ellenfél Eredmény      | Ellenfél Eredmény | Ellenfél Eredmény       | Ellenfél Eredmény    | Ellenfél Eredmény       | Helyezés |
| -------------------------------------------------------------------------------- | ----------- | --------- | --------- | ------------------------ | ---------------------- | ----------------- | ----------------------- | -------------------- | ----------------------- | -------- |
| An Csi-hszüan (An Qixuan)                                                        | Egyéni      | 656       | 26        | Ramazanova (AZE) · L 5–6 | kiesett                | kiesett           | kiesett                 | kiesett              | kiesett                 | kiesett  |
| Li Csia-man (Li Jiaman)                                                          | Egyéni      | 667       | 9         | Andersen (DEN) · W 6–0   | Pitman (GBR) · W 6–0   |                   |                         |                      |                         |          |
| Jang Hsziao-lej (Yang Xiaolei)                                                   | Egyéni      | 673       | 3         | Elwalid (TUN) · W 7–3    | Barbelin (FRA) · L 2–6 | kiesett           | kiesett                 | kiesett              | kiesett                 | kiesett  |
| An Csi-hszüan (An Qixuan) Li Csia-man (Li Jiaman) Jang Hsziao-lej (Yang Xiaolei) | Csapat      | 1996      | 2         | N/A                      | N/A                    | erőnyerő          | Indonézia (INA) · W 5–1 | Mexikó (MEX) · W 5–3 | Dél-Korea (KOR) · L 4–5 | Ezüst    |

Vegyes csapat
| Versenyző                                          | Versenyszám   | Selejtező | Selejtező | Nyolcaddöntő                | Negyeddöntő       | Elődöntő          | Döntő             | Helyezés |
| Versenyző                                          | Versenyszám   | Pont      | Kiemelés  | Ellenfél Eredmény           | Ellenfél Eredmény | Ellenfél Eredmény | Ellenfél Eredmény | Helyezés |
| -------------------------------------------------- | ------------- | --------- | --------- | --------------------------- | ----------------- | ----------------- | ----------------- | -------- |
| Vang Jen (Wang Yan) Jang Hsziao-lej (Yang Xiaolei) | Vegyes csapat | 1348      | 4         | Spanyolország (ESP) · L 2–6 | kiesett           | kiesett           | kiesett           | kiesett  |

## Szinkronúszás
| Versenyző | Versenyszám | Selejtező        | Selejtező        | Selejtező           | Selejtező           | Selejtező  | Selejtező  | Döntő            | Döntő            | Döntő      | Döntő      | Helyezés |
| Versenyző | Versenyszám | Szabad gyakorlat | Szabad gyakorlat | Technikai gyakorlat | Technikai gyakorlat | Összesítés | Összesítés | Szabad gyakorlat | Szabad gyakorlat | Összesítés | Összesítés | Helyezés |
| Versenyző | Versenyszám | Pont             | Hely.            | Pont                | Hely.               | Pont       | Hely.      | Pont             | Hely.            | Pont+ST    | Hely.      | Helyezés |
| --- | ----------- | ---------------- | ---------------- | ------------------- | ------------------- | ---------- | ---------- | ---------------- | ---------------- | ---------- | ---------- | -------- |
| Vang Liu-ji (Wang Liuyi) Vang Csien-ji (Wang Qianyi) | Páros       |                  |                  |                     |                     |            |            |                  |                  |            |            |          |
| Csang Hao (Chang Hao) Feng Jü (Feng Yu) Vang Ce-jüe (Wang Ciyue) Vang Liu-ji (Wang Liuyi) Vang Csien-ji (Wang Qianyi) Hsziang Pin-hszüan (Xiang Binxuan) Hsziao Jen-ning (Xiao Yanning) Csang Ja-ji (Zhang Yayi) | Csapat      | N/A              | N/A              |                     |                     |            |            |                  |                  |            |            |          |